# Tabuaço
Tabuaço (tɐbu'asu) è un comune portoghese di 6 785 abitanti situato nel distretto di Viseu.

## Società

### Evoluzione demografica
| Popolazione di Tabuaço (1801 – 2004) | Popolazione di Tabuaço (1801 – 2004) | Popolazione di Tabuaço (1801 – 2004) | Popolazione di Tabuaço (1801 – 2004) | Popolazione di Tabuaço (1801 – 2004) | Popolazione di Tabuaço (1801 – 2004) | Popolazione di Tabuaço (1801 – 2004) | Popolazione di Tabuaço (1801 – 2004) | Popolazione di Tabuaço (1801 – 2004) |
| ------------------------------------ | ------------------------------------ | ------------------------------------ | ------------------------------------ | ------------------------------------ | ------------------------------------ | ------------------------------------ | ------------------------------------ | ------------------------------------ |
| 1801                                 | 1849                                 | 1900                                 | 1930                                 | 1960                                 | 1981                                 | 1991                                 | 2001                                 | 2004                                 |
| 874                                  | 3952                                 | 9517                                 | 9362                                 | 11640                                | 8521                                 | 7901                                 | 6785                                 | 6501                                 |

## Freguesias
- Adorigo
- Arcos
- Barcos e Santa Leocádia
- Chavães
- Desejosa
- Granja do Tedo
- Longa
- Paradela e Granjinha
- Pinheiros e Vale de Figueira
- Sendim
- Tabuaço
- Távora e Pereiro
- Valença do Douro

## Amministrazione

### Gemellaggi
Chiaravalle